# Chandlapur, Shorapur
Chandlapur là một làng thuộc tehsil Shorapur, huyện Gulbarga, bang Karnataka, Ấn Độ.